# Michelle Olvera
Michelle Olvera (Monterrey, 11 novembre 1998) è un'attrice messicana, nota per il ruolo di Isabela Sandoval nella serie La Doña e per essere la protagonista della serie televisiva Noobees.

## Filmografia parziale

### Cinema
- La Doña (2016-2017)

### Televisione
- La sonata del silencio (2016)
- Noobees (2018-)